# Опир
Опо́р (О́пор, Опир; укр. Опір) — река на Украине, главный правый приток Стрыя, в который впадает между сёлами Верхнее Синевидное, Нижнее Синевидное и Межиброды в Стрыйском районе Львовской области.
Берёт начало в 2 км западнее села Лавочное. Течёт по территории Стрыйского района Львовской области, в районе Сколевских Бескидов.
Относится к бассейну реки Днестр. Длина — 58 км. Площадь бассейна — 843 км². Площадь водного зеркала 311,6 га. Средний уклон 10,4 м/км. Долина V-образная, в нижнем течении шириной 150—300 м. Пойма двухсторонняя, шириной от 30-80, до 425 м. Берега крутые, изредка заболоченные. Речное русло каменистое, шириной от 10-30 до 80 м, глубиной от 0,2 до 1,2 м. Дно, как правило, устлано галькой карпатских песчаников.
Используется для водоснабжения населённых пунктов и орошения сельскохозяйственных земель.
В последнее время река стала популярной среди туристов, которые занимаются рафтингом. Весной по реке можно сплавляться от посёлка Славское, а летом, при мелководье, из города Сколе.
Правый приток реки — Зелемянка и Рожанка.

## Ссылка
- Каталог річок України (укр.) / сост.: Г. І. Швець, Н. І. Дрозд, С. П. Левченко; ред.: В. І. Мокляк. — Київ: Вид-во АН УРСР, 1957. — 192 с. — 3000 экз.
- Карпатські бескиди. Опір (укр.). Архивировано из оригинала 10 июня 2011 года.